# Pidgin ganês
O pidgin ganês (em inglês pidgin ganês: Ghanaian Pidgin English ou GhaPE) é uma língua crioula baseada no inglês falada em Gana. Também conhecido como pidgin, broken english ou kru english (em acã: Kroo Brofo), é uma variedade regional do pidgin inglês da África Ocidental. É falado especialmente na capital do sul, Acra, e nas aldeias vizinhas. Está confinado a um setor menor da sociedade do que outros crioulos da África Ocidental e é mais estigmatizado, talvez devido à importância do axânti, uma variedade do acã, que funciona como uma língua franca.
Outras línguas faladas como língua franca em Gana são o inglês ganês padrão (SGE) e o acã. O pidgin ganês não pode ser considerado um crioulo, uma vez que não tem falantes de primeira língua.